# Ebracher Forst
Ebracher Forst är ett kommunfritt område i Landkreis Bamberg i Regierungsbezirk Oberfranken i förbundslandet Bayern i Tyskland.